# Adnet
Adnet är en ort och kommun i Österrike. Den ligger i distriktet Hallein i förbundslandet Salzburg, 250 kilometer väster om huvudstaden Wien. 
Kommunen består av fem orter (Ortschaften) (inom parentes invånarantal 1 januari 2024):
- Adnet (1 584)
- Riedl (137)
- Spumberg (239)
- Waidach (876)
- Wimberg (890)